# Quatuor à cordes de Verdi
Pour les articles homonymes, voir Quatuor à cordes (homonymie).

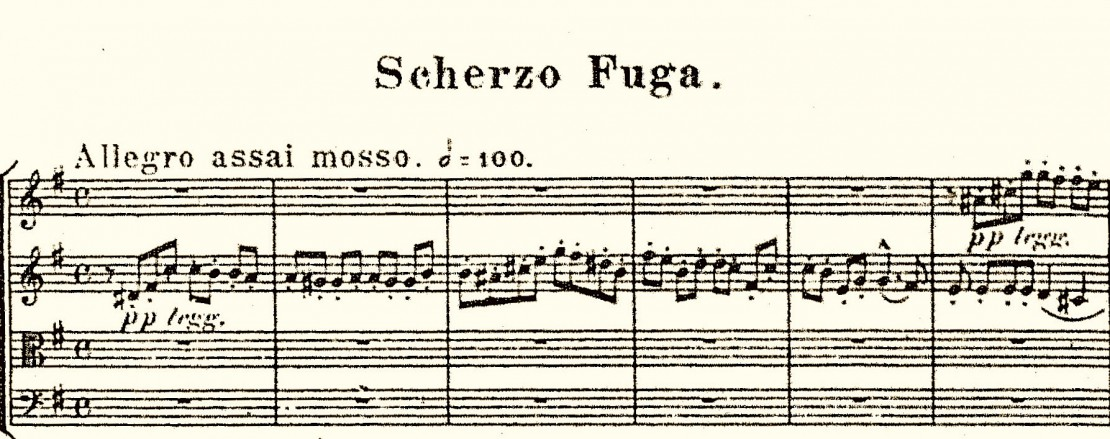
Partition

Le quatuor à cordes en mi mineur est une œuvre de Giuseppe Verdi composée à l'époque de la représentation d'Aida à Naples au printemps de l'année 1873. C'est la seule pièce de musique de chambre de Verdi qui nous soit parvenue.

## Composition
Le quatuor est écrit pour deux violons, un alto et un violoncelle, la formation habituelle du quatuor à cordes et comporte quatre mouvements :
1. I. Allegro
2. II. Andantino
3. III. Prestissimo
4. IV. Scherzo Fuga. Allegro assai mosso

## Historique
La représentation d'Aida étant retardée en raison de la soudaine maladie de la soprano Teresa Stolz, Verdi consacre son temps à Naples à l'écriture de sa première œuvre de musique de chambre. Le quatuor est créé deux jours après la première de l'opéra au cours d'une audition privée organisée à son hôtel le 1er avril 1873 par Verdi, malgré la règle qu'il a lui-même édictée selon laquelle aucune musique de sa composition ne devait être jouée chez lui. La pièce est exécutée par quatre musiciens de l'orchestre du Teatro San Carlo : les frères Pinto, violons, Salvadore, alto et Giarritiello, violoncelle.
Verdi a commenté son œuvre ainsi dans une lettre du 16 avril 1873 au comte Opprandino Arrivabene : « J'ai écrit un quatuor pendant mes moments de désœuvrement à Naples. Je l'ai donné un soir chez moi, sans y attacher la moindre importance et sans inviter personne en particulier. Seules les sept ou huit personnes qui viennent souvent me rendre visite étaient présentes. J'ignore s'il est beau ou laid, mais je sais que c'est un quatuor. »
En dépit de l'humble commentaire de Verdi, le quatuor à cordes en mi mineur fait partie des œuvres de valeur du répertoire de musique de chambre du XIXe siècle. Il a été transcrit pour orchestre à cordes.

### Sources
- Ouvrages cités

- (en) Cet article est partiellement ou en totalité issu de l’article de Wikipédia en anglais intitulé « String Quartet in E minor (Verdi) » (voir la liste des auteurs).